# Marjorie Rey
Marjorie Rey (ur. w 1978) – francuska snowboardzistka. Nie startowała na igrzyskach olimpijskich. Zajęła 14. miejsce w snowcrossie na mistrzostwach w Madonna di Campiglio. Najlepsze wyniki w Pucharze Świata osiągnęła w sezonie 2001/2002, kiedy to zajęła 15. miejsce w klasyfikacji generalnej.
W 2003 r. zakończyła karierę.

## Sukcesy

### Mistrzostwa Świata
| Miejsce | Dzień       | Rok  | Miejscowość          | Konkurencja    | Zwycięzca   |
| ------- | ----------- | ---- | -------------------- | -------------- | ----------- |
| 14.     | 28 stycznia | 2001 | Madonna di Campiglio | Snowboardcross | Karine Ruby |

### Puchar Świata

#### Miejsca w klasyfikacji generalnej
- 1999/2000 - 35.
- 2000/2001 - 35.
- 2001/2002 - 15.
- 2002/2003 - -

#### Miejsca na podium
1. Madonna di Campiglio – 9 lutego 2000 (Snowcross) - 2. miejsce
2. Tignes – 17 listopada 2001 (Snowcross) - 2. miejsce